# Конституция Кубы (1976)

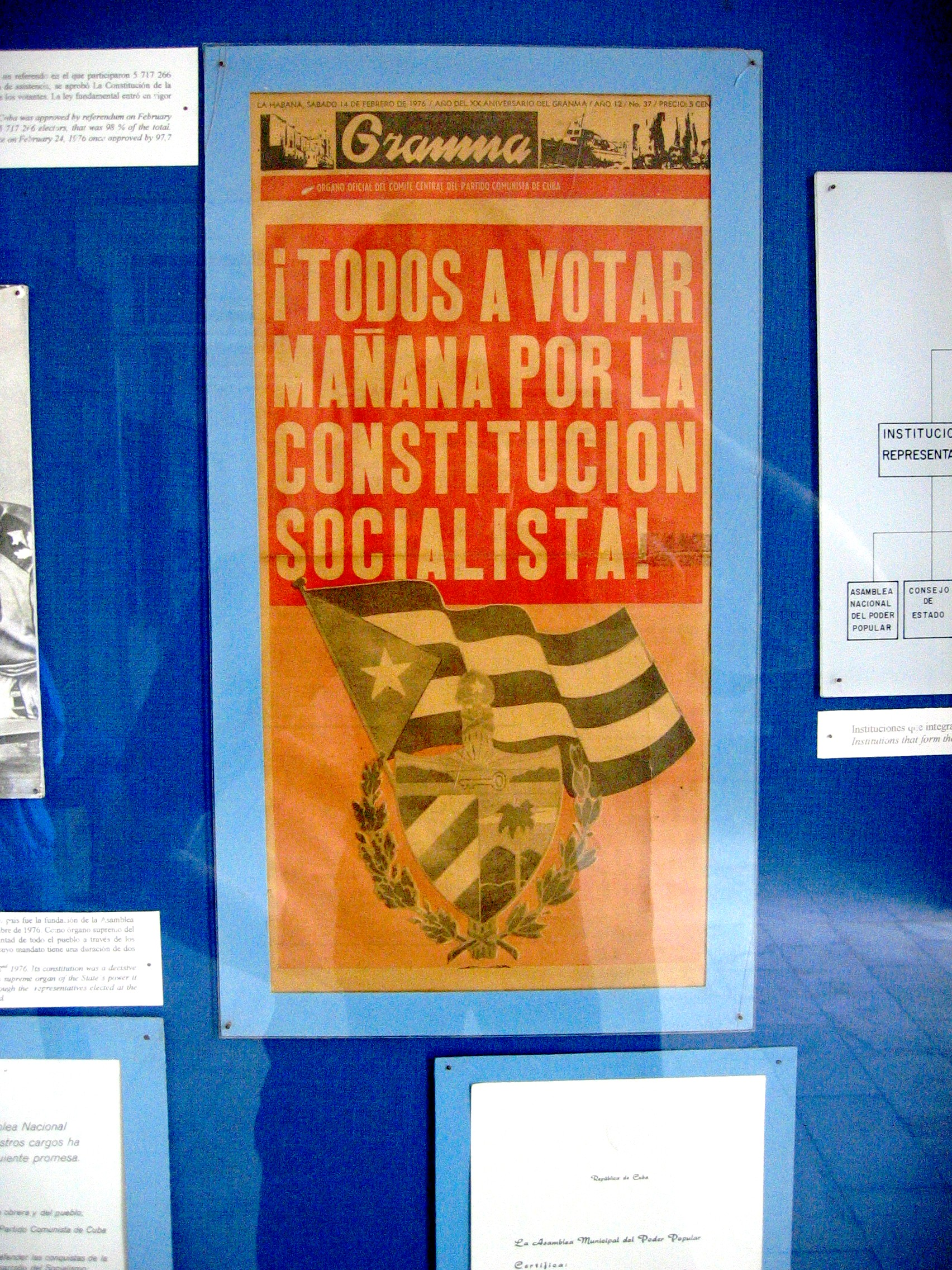
Первая страница газеты Granma, посвящённая грядущему референдуму: «Все завтра на голосование за Социалистическую Конституцию!»

Конституция Кубы 1976 года (исп. Constitución cubana de 1976) — основополагающий правовой документ, который утвердил социально-политическую структуру Кубы как социалистического государства. Принятая на референдуме 15 февраля 1976 года и вступившая в силу 24 февраля того же года, эта конституция закрепила коммунистический характер Кубы и стала основой для дальнейшего развития страны под руководством Коммунистической партии Кубы. Ныне заменена Конституцией Кубы 2019 года.

## История
После Кубинской революции 1959 года страна пережила радикальные социальные и политические изменения. Однако первоначально Куба не имела новой конституции, и управление страной велось на основе Основного закона 1959 года, который носил временный характер. Основная работы над текстом конституции началась в 1974 году.
Создание Конституции 1976 года стало важным шагом в институционализации революционных преобразований. Она была разработана Комиссией, назначенной Государственным советом, и представляла собой синтез марксистско-ленинских идей, с акцентом на роль партии, коллективной собственности и государственного управления экономикой.
Конституция 1976 года провозгласила Кубу социалистическим государством рабочих и крестьян, руководимым Коммунистической партией Кубы (КПК). Она закрепила идеологию марксизма-ленинизма как основную доктрину страны.
Конституция была вынесена на всенародный референдум 15 февраля 1976 года, на котором 97,7 % голосовавших поддержали её принятие. Результат, признанный правительством Кубы честным, вызвал некие сомнения со стороны международного сообщества. Тем не менее, последующих дипломатических протестов не было.
Со временем Конституция 1976 года претерпела несколько изменений. В частности, значительные правки были внесены в 1992 году, когда Куба начала процесс адаптации к новым экономическим и политическим условиям после распада Советского Союза. Эти правки включали признание частной собственности в определённых секторах и расширение возможностей для иностранного инвестирования, хотя основные положения о руководящей роли КПК остались без изменений.

## Текст и статьи
МЫ, КУБИНСКИЕ ГРАЖДАНЕ, наследники и продолжатели созидательного дела и традиций воинственности, стойкости, героизма и жертвенности, заложенных нашими предками:
- аборигенами, которые часто предпочитали истребление подчинению;
- рабами, восставших против своих хозяев;
- пробудивших национальное сознание и стремление кубинцев к родине и свободе;
- патриотов, начавших в 1868 году начали войны за независимость против испанского колониализма, и для тех, кто в последнем рывке 1895 года привел их к победе 1898 года, которая была отнята у них военной интервенцией и оккупацией американского империализма;
- рабочих, крестьян, студентов и интеллигенции, которые более пятидесяти лет боролись против империалистического господства, политической коррупции, отсутствия народных прав и свобод, безработицы и эксплуатации, навязанной капиталистами и землевладельцами;
- для тех, кто интегрировал и развивал первые организации рабочих и крестьян, распространял социалистические идеи и основал первые марксистские и марксистско-ленинские движения;
- членам столетнего поколения со дня рождения Марти, которые, питаемые его учением, привели нас к народной революционной победе в январе.
- для тех, кто ценой своей жизни защищал Революцию, способствуя ее окончательному закреплению;
- для тех, кто массово выполнял героические интернационалистические миссии.
РУКОВОДЯТСЯ идеологией Хосе Марти и политико-социальными идеями Маркса, Энгельса и Ленина.
ПОДДЕРЖИВАЛСЯ на пролетарском интернационализме, на братской дружбе, помощи, сотрудничестве и солидарности народов мира, особенно народов Латинской Америки и Карибского бассейна.
НАМЕРЕННЫЕ продолжать победоносную революцию Монкады и Гранмы, Сьерры и Хирона, возглавляемую Фиделем Кастро, которая, поддерживаемая теснейшим единством всех революционных сил и народа, завоевала полную национальную независимость, установила революционную власть, осуществила демократические преобразования, начали строительство социализма и под руководством Коммунистической партии продолжают его, имея конечной целью построение коммунистического общества.
СОЗНАВАЯ, что режимы, основанные на эксплуатации человека человеком, определяют унижение эксплуатируемых и деградацию человеческого положения эксплуататоров. Что только при социализме и коммунизме, когда человек освобожден от всех форм эксплуатации: рабства, порабощения и капитализма, достигается полное достоинство человеческого существа; и что наша революция подняла достоинство страны и кубинца на более высокий уровень.
МЫ ЗАЯВЛЯЕМ о нашей воле, чтобы закон законов Республики находился во главе этого глубокого желания, которое наконец осуществилось, Хосе Марти: «Я хочу, чтобы первым законом нашей Республики был культ кубинцев к полному достоинству человека».

МЫ ПРИНИМАЕМ свободным голосованием на референдуме следующее:Кубинская Конституция
Первая глава (статьи с 1 по 27) устанавливает ряд элементарных принципов правового государства, социалистического государства, формы собственности (государственная, смешанная, кооперативная и личная), название страны, государственный язык, столицу страны, национальные символы, национальный суверенитет, функции Коммунистической партии Кубы и поддержка, которую государство оказывает Союзу молодых коммунистов Кубы, а также массовым и общественным организациям, возникшим в ходе истории борьбы Кубы. кубинский народ.
Вторая глава (статьи 28-33) устанавливает способы получения кубинского гражданства, его утраты и восстановления. Она не допускает двойного гражданства или лишения права его изменить.
Третья глава (статья 34) устанавливает права и обязанности иностранцев, проживающих на территории республики.
В четвертой главе (статьи 35-38) установлено, что государство защищает семью, материнство и брак, признавая равные права всех детей, независимо от того, рождены ли они в браке или вне брака. Помимо обязанностей родителей по отношению к своим детям и своих детей по отношению к родителям.
Пятая глава (статьи 39 и 40) устанавливает, что государство направляет, поощряет и развивает образование, культуру и науку во всех их проявлениях. Он предусматривает, что образование является бесплатным и что государство поощряет и делает исследования жизнеспособными, а также отдает приоритет исследованиям, направленным на решение проблем, которые затрагивают интересы общества и благо кубинского народа. Кроме того, государство защищает самобытность кубинской культуры и обеспечивает сохранение культурного наследия, а также художественного и исторического богатства нации. Защищает национальные памятники и места, отличающиеся своей природной красотой или признанной художественной или исторической ценностью.
Шестая глава (статьи с 41 по 44) устанавливает права, завоеванные Революцией, равенство прав и обязанностей, санкционирует любой вид дискриминации и любой другой ущерб человеческому достоинству. Он заявляет, что женщины и мужчины пользуются равными правами в экономических, политических, культурных, социальных и семейных вопросах.
Седьмая глава (статьи с 45 по 66) — одна из самых длинных в Конституции. Речь идет о правах и обязанностях граждан.
Восьмая глава (статья 67) устанавливает условия, при которых Председатель Государственного совета может объявить чрезвычайное положение на всей территории страны или на ее части.
В девятой главе (статья 68) установлены правила, которыми будут руководствоваться государственные органы. Он предписывает, что деятельность государственных органов, депутатов, делегатов и должностных лиц контролируется народными массами, а избранные обязаны отчитываться за свои действия и могут быть отстранены от своих должностей в любое время.
Десятая глава (статьи с 69 по 101) содержит наибольшую нормативную плотность, в ней устанавливаются основные законодательные и административные органы Республики Куба.
Одиннадцатая глава (статья 102) устанавливает, что Куба разделена на провинции и муниципалитеты; количество, пределы и наименование которых устанавливаются законом, а также законом могут быть установлены и иные подразделения.
Глава двенадцатая (статьи 103—119) устанавливает законодательные, административные и оборонительные органы административных единиц, а также их полномочия.
Глава тринадцатая (статьи 120—130) устанавливает состав и полномочия Верховного народного суда, других судов, учрежденных законом, и Генеральной прокуратуры Республики. Он также гарантирует, что судьи независимы и обязаны подчиняться только закону, а постановления и другие окончательные постановления судов, вынесенные в пределах их юрисдикции, неизбежны.
Глава четырнадцатая (статьи 131—136) гарантирует право голоса всем гражданам старше 16 лет, за исключением: умственно отсталые, после судебного признания их недееспособности; лица, дисквалифицированные в судебном порядке из-за преступления.
Глава пятнадцатая (статья 137) устанавливает, что Конституция может быть изменена только Национальной ассамблеей народной власти на основании соглашения, принятого номинальным голосованием большинством не менее двух третей от общего числа ее членов, за исключением случаев. в отношении политической, социальной и экономической системы, необратимый характер которой установлен статьей 3 главы I, и запрета на ведение переговоров в условиях агрессии, угрозы или принуждения иностранной державы, как это предусмотрено в статье 11.
Если реформа касается интеграции и полномочий Национальной ассамблеи народной власти или ее Государственного совета или прав и обязанностей, закрепленных в Конституции, она также требует ратификации большинством граждан, имеющих избирательное право, в пользу референдум, созванный с этой целью самой Ассамблеей.